# Santurce (Argentina)
Santurce es una comuna del departamento San Cristóbal, en la provincia de Santa Fe, Argentina. 

## Población
Cuenta con 122 habitantes (Indec, 2010), lo que representa un aumento frente a los 116 habitantes (Indec, 2001) del censo anterior.
| Gráfica de evolución demográfica de Santurce entre 1991 y 2010 |
|                                                                |
| Fuente: Censos nacionales del INDEC                            |

- Datos: Q9074477
- Multimedia: Santurce, Argentina / Q9074477